# Novarupta
Novarupta, wat letterlijk "nieuwe eruptie" betekent, is een vulkaan in Alaska, in het Nationaal park Katmai. Novarupta bevindt zich onder Mount Katmai.
De laatste uitbarsting van de vulkaan was van 6 juni–8 juni 1912. Deze uitbarsting was 30 keer sterker dan de eruptie van Mount Saint Helens in 1980. De uitbarsting was de grootste vulkaanuitbarsting van de 20e eeuw. Ongeveer 30km³ aan vulkanisch materiaal werd binnen een verloop van 2,5 dagen naar buiten gespuwd. Dat is ongeveer de helft van het aantal materiaal dat bij de uitbarsting van de Krakatau in 1883 naar buiten kwam. In totaal heeft deze uitbarsting een 6 op de Vulkanische-explosiviteitsindex gekregen.
De lavakoepel die na de uitbarsting ontstond is wat nu Novarupta wordt genoemd. Pyroclastische as afkomstig van de eruptie vormde wat nu de Valley of Ten Thousand Smokes wordt genoemd. Deze naam werd bedacht door botanicus Robert F. Griggs, die voor de the National Geographic Society in 1916 de gevolgen van de uitbarsting onderzocht.
Het Nationaal park Katmai werd opgericht om het gebied rondom de Novarupta te beschermen.